# 왐파노악인
왐파노악인(영어: Wampanoag people, 매사츄셋트어 : Wôpanâak)은 미국 뉴잉글랜드의 매사추세츠주 남동부에 살던 원주민 민족이었다.

## 개요

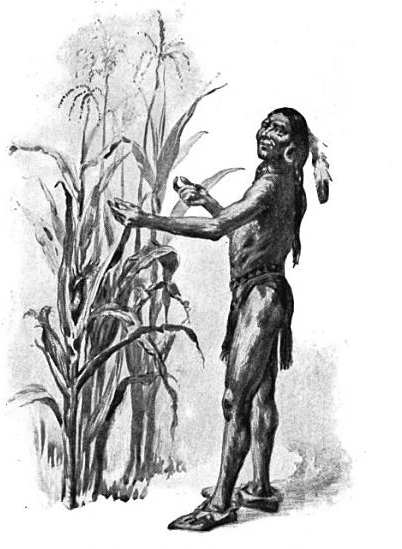
플리머스 식민지가 옥수수 재배를 할 수 있도록 도운 스콴토

왐파노악인은 언어적으로 알공캥 제족에 속하는 북미 동부 소림지 원주민이다. 왐파노악이란 매사츄세트어로 "동쪽 사람" 또는 "새벽 사람"을 의미하고 포카노켓(Pokanoket), 파테에켓 (Patuxet), 나우에트 등 50갈래 부족을 포함, 매사추세츠주 남동부에서 로드아일랜드에 걸쳐 널리 지배하고 있었다. 위그왬이라는 돔형의 오두막에 거처하여 수렵, 어로, 경작을 하며 살고 있었다.
1620년, 영국에서 《메이플라워호》를 타고 미국에 정착한 청교도 필그림 파더스가 현재 플리머스 시 부근에 상륙했다. 필그림들은 파테에켓 취락지에 플리머스 식민지를 건설했지만, 익숙하지 않은 환경으로 추위와 굶주림 등으로 그 해 겨울 정착민의 절반이 죽었다. 인디언 지파는 처음부터 정착민들에게 개입하지 않고, 사태를 관망하고 있다가 어느 날 현재 메인주에 해당하는 지역에서 마사소이트 추장을 찾아온 아베나키 부족(Abenaki), 추장 사모세트가 필그림들에게 서투른 영어로 말을 걸어, 식민지의 상황을 시찰하고 다음날 영어를 유창하게 말할 수 있는 왐파노악 족 티스콴텀(또는 스콴토)을 데리고 돌아왔다. 스콴토는 한때 영국인에게 납치되어 유럽에 노예로 팔렸다가 교육을 받고 자유를 얻고 나서 통역으로 북미 대륙으로 가는 배를 타고 고향으로 돌아왔다. 스쿠안토 인디언의 농경과 어업 기술을 전수하고 필그림이 몇 개월 동안 생존할 수 있도록 도왔다. 또한 스콴토는 1621년 3월 왐파노악의 마사소이트 추장과 필그림이 평화와 우정의 조약을 맺도록 중재했다.
필그림이 나타날 때까지 과거 수십 년간 왐파노아그 부족은 이웃 미쿠막 부족(Mi'kmaq)과 내러갠셋 족과의 세 차례 걸친 전쟁과 전염병의 유행으로 피폐한 상황에 있었던 마사소이트 추장은 필그림과 동맹이 왐파노아그 부족의 처한 상황을 호전시킬 것으로 기대했다. 마사소이트 추장이 필그림과 맺은 조약은 플리머스 식민지를 위해 12,000에이커 (48.5km2)의 토지를 양도하는 것이 포함되었다. 마사소이트가 유럽인의 토지 소유 개념을 충분히 이해하고 있었는지 여부는 의심스럽지만, 인디언 부간의 경쟁과 전염병으로 왐파노아그 족의 인구 밀도는 몹시 저하되어 있었다. 게다가 마사소이트 땅에 나타난 영국인 수는 많지 않았고, 전년 겨울을 간신히 살아남은 듯한 상태였기 때문에 이 조약이 나중 왐파노아그 부족에게 불이익이 된다고는 생각하지 않았다. 그해 가을은 일군 농산물이 대풍작이었기 때문에, 필그림은 왐파노아그 부족의 도움에 보답하기 위해 그들을 초정했는데, 마사소이트와 왐파노아그 부족 90명은 5마리의 사슴을 들고 정착촌을 방문해 3일 동안 맛있는 음식을 대접 받았다. 이것이 현재의 추수감사절의 기원이라고 한다.

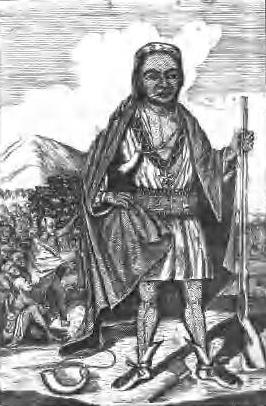
1772년 호프 산의 필립 왕

마사소이트 추장의 사후 왐파노아그 족의 추장 아들 왐수타가 그 자리를 물려받았다. 왐수타는 필그림의 정착민들은 아버지와 사이에 맺은 조약에 이의가 있다고 플리머스 정착촌을 방문하여 영국 당국에 요청했으나, 플리머스에서 돌아오는 길에 질병에 걸려 의문의 죽음을 당했다. 왐수타 죽음으로 부족의 새로운 추장은 필그림 정착민들이 "필립 왕"으로 불렀던 왐수타 동생 메타코멧이 왐파노아그 족의 추장이 되었다. 1675년부터 1676년에 메타코멧 추장은 정착민이 왐파노아그 부족의 땅을 빼앗아, 삶의 터전인 숲과 사냥터를 앗아가고 왐파노아그 부족을 살해하고 여성과 아동을 노예로 팔았다고 주장하며 플리머스 정착촌을 공격하여 ‘필립 왕 전쟁’이 일어났다. 같은 알곤킨 지파인 니안틱 부족(Niantic), 펜나쿡 부족(Pennacook), 노셋 부족(Nauset)도 메타코멧 추장이 이끄는 왐파노아그 부족과 동맹을 맺고 참전했다. 플리머스 정착촌 식민지 사람은 정착촌을 보호하기 위해 총과 칼, 대포와 점화봉을 흔들며, 알곤킨 지파와 적대하고 있던 모히칸 족과 모호크를 아군으로 끌여들여 왐파노아그 부족을 습격해 싸웠다. 이 전투에서 600명의 백인 정착민과 4000명 이상의 인디언이 희생되어 죽었다. 메타코멧 추장을 포함한 대부분의 왐파노아그 족은 학살되었으며, 메타코멧 추장의 아내와 8살 아들은 버뮤다에 노예로 팔려갔다. 또한 메타코멧 추장의 시신은 여덟갈래로 찢어 두개골을 창으로 꿰어 정착민들의 마을에 장식하였다. 1620년에는 약 5,000명으로 추정된 왐파노아그 족의 인구는 필립 왕 전쟁 이후 약 400명으로 격감했다.

## 현재
2000년을 기준으로 왐파노아그의 인구 통계는 2336명이다. 다른 부족의 인디언과 백인, 흑인의 혈통을 잇는 사람도 있다. 대부분이 마서즈 빈야드 섬의 와툽파(Watuppa) 왐파노아그 거주지에 거주하고 있고, 외에도 케이프코드의 매쉬피(Mashpee)에도 왐파노아그 족 마을이 있다.
| 년도 | 인원  | 비고                                       | 출처          |
| ---- | ----- | ------------------------------------------ | ------------- |
| 1610 | 6,600 | 본토 3,600; 섬 3,000                       | James Mooney  |
| 1620 | 5,000 | 본토 2,000 (after the epidemics); 섬 3,000 | unknown       |
| 1677 | 400   | 본토 (필립 왕 전쟁 이후)                   | 일반 추정     |
| 2000 | 2,336 | 왐파노아그 (전체)                          | 미국 인구조사 |

왐파노아그 족의 이름은 "백인에 의한 왐파노아그 족 학살의 역사를 기억하라"라는 슬로건 아래, 백인에게 중요한 기념일인 "필그림 파더스 도착 기념 감사제"에 대항하여 같은 날 항의 운동을 펼치는 "미국 애도의 날"도 유명하다. 이 "미국 애도의 날"은 왐파노아그 족이 주체가 되어 운영하는 "뉴잉글랜드 아메리카 인디언 협회" 종군, 왐수타 프랭크 제임스(Wamsutta Frank James)에 의해 1970년에 시작되어, 그의 사후에도 이어져 매년 실시되고 있다.

## 같이 보기
- 마사소이트
- 메타코멧
- 필립 왕 전쟁
- 필그림 파더스
- 추수감사절